# 劉易斯頓 (內布拉斯加州)
劉易斯頓（英語：Lewiston）是位於美國內布拉斯加州波尼縣的村。

## 人口
根據2020年美國人口普查的數據，劉易斯頓的面積為0.27平方千米，皆為陸地。當地共有人口54人，而人口密度為每平方千米200人。